# Angeline Moncayo
Pour les articles homonymes, voir Moncayo (homonymie).
Angeline Moncayo Vanessa, de son vrai nom Angeline Moncayo née le 4 novembre 1979 à Cali, Colombie est une actrice et mannequin colombienne.

## Biographie
Moncayo, née le 4 novembre 1979 à Cali.

## Filmographie
- 1997 : Pandillas Guerra y Paz : Valentine
- 1998 : Yo soy Betty, la fea : Violeta
- 2000 : A donde va Soledad : Felicia
- 2000 : La Baby Sister : Sofía Pelvis
- 2002 : Noticias calientes : Tatiana "Tati" Munevar
- 2002 : Siete veces Amada : Dra Isebela
- 2003 : Retratos : Alejandra
- 2007 : Chocolat Dame : María Sánchez
- 2008 : La Dama de Troya : Melinda Contreras
- 2008 : Sin senos no hay paraíso : Melinda Contreras
- 2008 : El Cartel : Giselle
- 2009 : Más sabe El Diablo : Marina Laura/Elena
- 2010 : La diosa coronada : Zulma
- 2011 : Flor salvaje : Correcaminos/Elena
- 2012 : Corazón valiente : Maria Laura Flores de Ponte
- 2013 : Dama y obero : Gemma Pacheco Maldonado
- 2016 : La Viuda Negra